# Petru Ioan (antrenor gimnastică)
Petru Ioan este un antrenor gimnastică român, care a antrenat, printre alți sportivi, și pe Gabriela Geiculescu.
Petru Ioan este soțul antrenoarei Cristina Ioan.